# .ki
.ki je internetová národní doména nejvyššího řádu ostrovního státu Kiribati (podle ISO 3166-2:KI). Na ostrově je z celkového počtu 100 000 obyvatel pouze asi 2000 uživatelů internetu.

## Zajímavost
V roce 2003 byla správa domény .ki převedena na Telecom Services Kiribati Limited (zkráceně TSKL), který ji spravuje výhradně s použitím OpenSource Software (především PostgreSQL, Apache a Mandrake Linux).